# Kamelinia kopetdagensis
Kamelinia kopetdagensis là một loài thực vật có hoa trong họ Hoa tán. Loài này được (Korovin) F. Khassanov & I.I. Malzev mô tả khoa học đầu tiên năm 1992.